# مارك تايلور (لاعب كرة قدم)
مارك تايلور (بالإنجليزية: Mark Taylor)‏ (8 نوفمبر 1974 في المملكة المتحدة - ) هو لاعب كرة قدم بريطاني في مركز الدفاع. لعب مع نادي فولهام ونادي ميدلزبره ونادي نورثامبتون تاون وكندل تاون ‏ ودارلينجتون إف سى.

## وصلات خارجية
- مارك تايلور على موقع قاعدة بيانات كرة القدم.إي يو (الإنجليزية)
- مارك تايلور على موقع قاعدة بيانات كرة القدم.إي يو (الإنجليزية)